# Centre culturel José Bonifácio
Le Centre culturel José Bonifácio (CCJB) est un centre culturel situé dans le quartier de Gamboa, dans le centre de la ville de Rio de Janeiro. Installé dans un bâtiment du XIXe siècle, il est situé à l'intersection de la Rua Pedro Ernesto et de la Rua João Alvares. Il fait partie du Circuit Historique et Archéologique de Célébration du Patrimoine Africain, créé dans le but de préserver la mémoire africaine dans la ville.
Ouvert en 1986, le centre a été ensuite restauré et a rouvert le 20 novembre 2013, jour de la conscience noire, par le maire Eduardo Paes. Le palais, fondé en 1877 par Dom Pedro II, a été restauré par le programme culturel Porto Maravilha, responsable de la récupération du patrimoine artistique, historique et culturel de la zone portuaire de Rio de Janeiro.

## Description
Le centre culturel a une superficie de 2 356 m2, divisée en trois étages et 18 salles. Au rez-de-chaussée, le local technique et des sanitaires sont installés. Au premier étage, il y a : un espace d'exposition pour l'archéologie, qui abrite des découvertes du quai de Valongo ; une bibliothèque avec une collection qualifiée sur des thèmes africains et afro-brésiliens ; une librairie spécialisée ; un espace de congrès ; et l'administration du CCJB.
L'espace a de multiples usages, abritant des activités académiques, pédagogiques et artistiques et culturelles faisant référence à l'influence africaine sur la formation sociale brésilienne. Il abrite une exposition permanente d'objets trouvés lors des fouilles et des travaux dans le cadre de Porto Maravilha. Bracelets, pipes et amulettes font partie des objets exposés.
Le centre a reçu son nom en l'honneur de José Bonifácio de Andrada e Silva, naturaliste, homme d'État et poète brésilien. José Bonifácio a été une personne décisive pour la consolidation de l'Indépendance du Brésil, et c'est pourquoi il est connu sous l'épithète de "Patriarche de l'Indépendance".

## Histoire

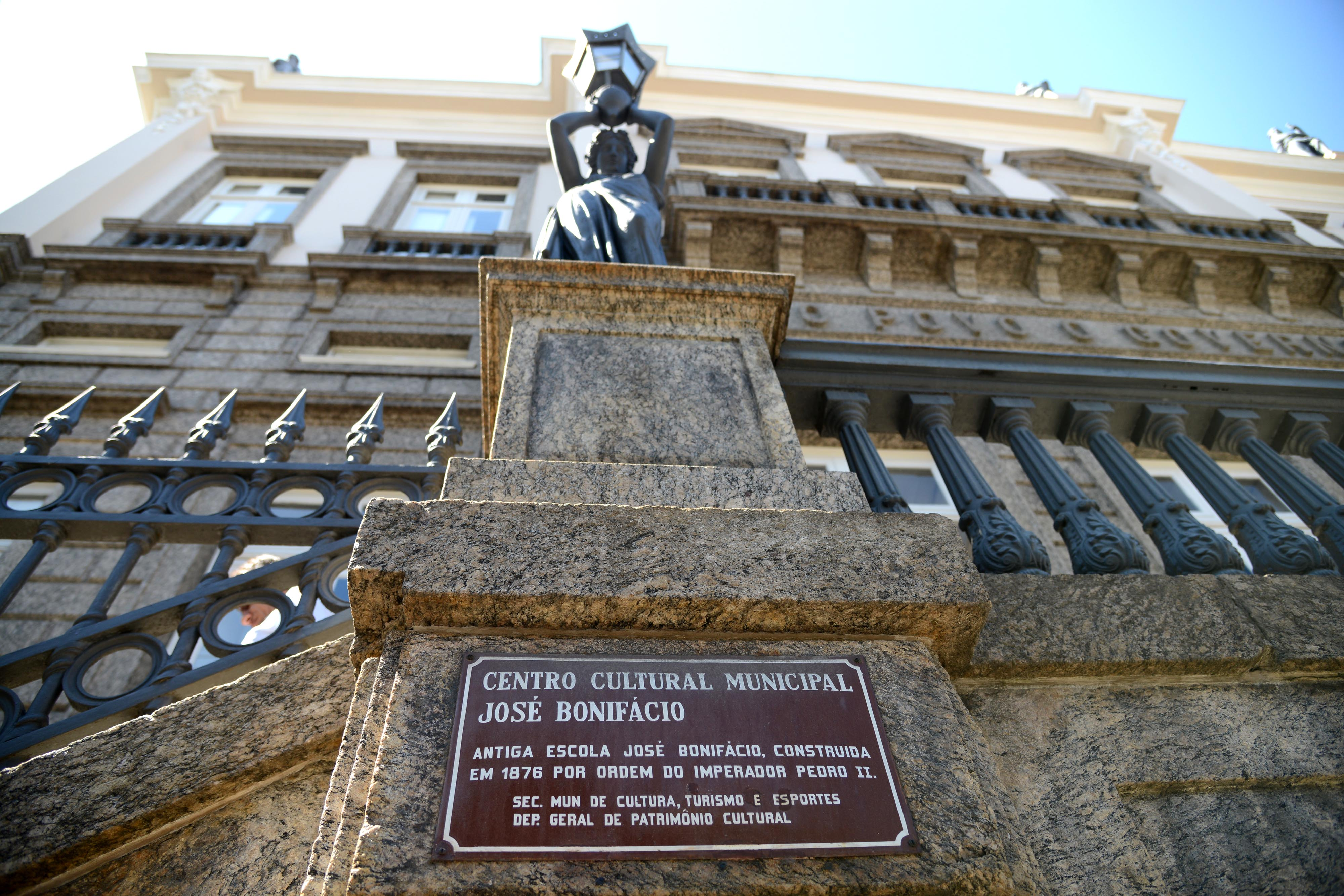
Façade du palais qui abrite le centre culturel.

Le palais où opère aujourd'hui le Centre Culturel José Bonifácio, situé Rua Pedro Ernesto, a été inauguré en 1877 par Dom Pedro II. Jusqu'en 1966, l'école José Bonifácio, la première école primaire d'Amérique latine, dont le nom officiel était Escola Pública Primaria da Freguesia de Santa Rita, fonctionnait. En mars 1977, le palais devient le siège de la Bibliothèque Municipale Populaire de Gamboa. En 1986, la bibliothèque a été transformée en centre culturel, en changeant son nom en Centro Cultural José Bonifácio. En 1994, le centre a subi une rénovation complète, dans laquelle des sculptures d'inspiration africaine ont été installées.

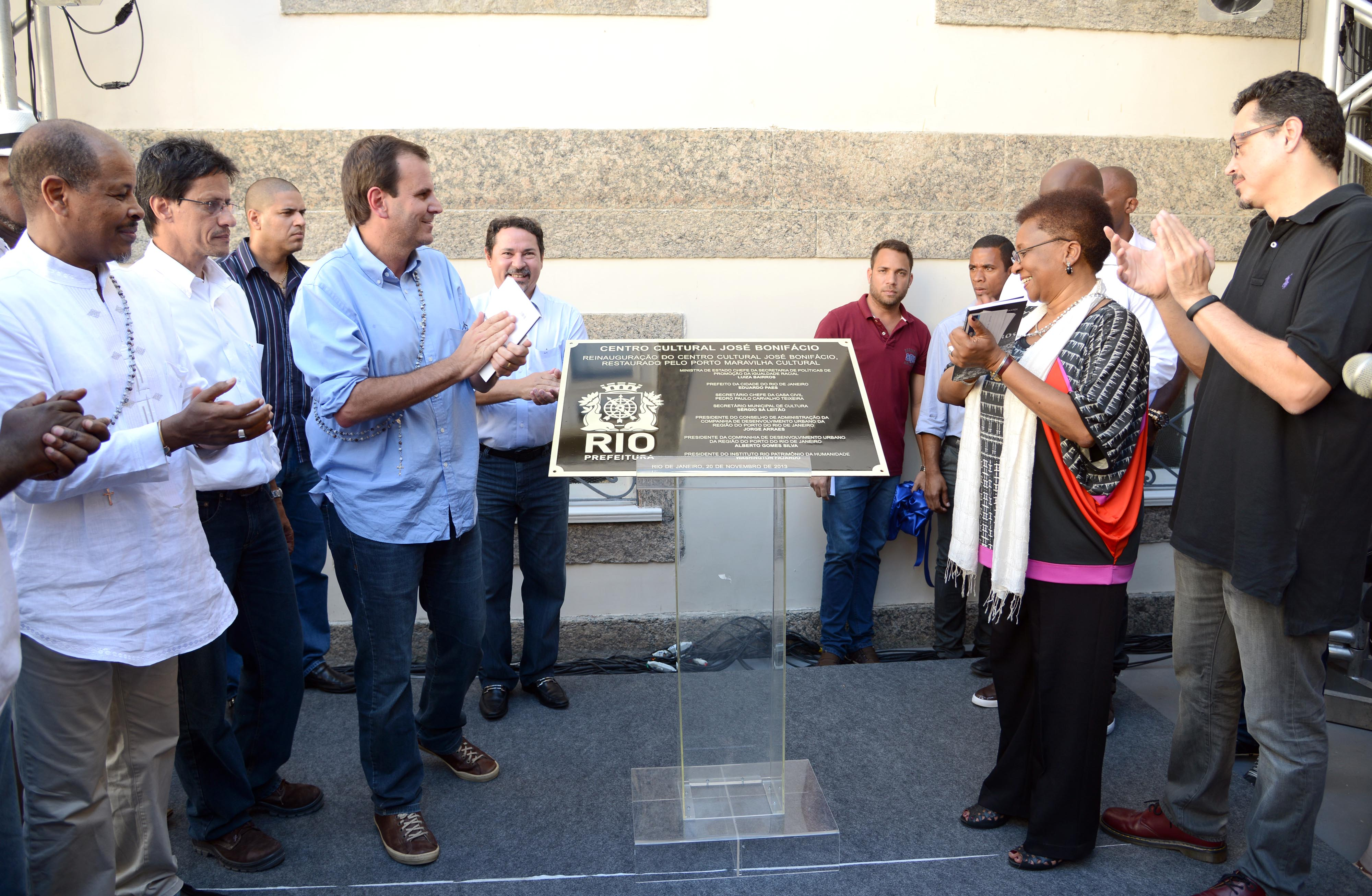
Le maire Eduardo Paes lors de la réouverture du Centre Culturel José Bonifácio, en 2013.

Le 16 novembre 2011, le maire Eduardo Paes a lancé les travaux de restauration du CCJB. Treize jours plus tard, afin de relier plusieurs sites archéologiques existants dans les quartiers de Gamboa et de Saúde, le Circuit historique et archéologique de célébration du patrimoine africain a été créé . Le circuit comprend, outre le centre culturel José Bonifácio, le quai de Valongo, le cimetière Pretos Novos et d'autres points d'intérêt à proximité.
Lors de la nouvelle rénovation, plusieurs éléments de l'hôtel particulier ont été conservés, tels que : les sculptures de la façade avant ; l'impressionnant escalier d'entrée, tout en bois noble et avec deux dragons sculptés à sa base ; la cour arborée ; et de beaux panneaux d'azulejos peints avec des cartes qui montrent les transformations que la zone portuaire de Rio de Janeiro a subies au fil des décennies. La rénovation comprenait également des éléments d'accessibilité tels que des ascenseurs et des rampes.
Deux ans plus tard, le 20 novembre 2013, le Centre culturel José Bonifácio a été rouvert par le maire Eduardo Paes.

## Source de traduction
- (pt) Cet article est partiellement ou en totalité issu de l’article de Wikipédia en portugais intitulé « Centro cultural José Bonifácio » (voir la liste des auteurs).